# Mistrovství světa v judu 1981 – seznam účastníků
Seznam účastníků na XI. mistrovství světa v judu v roce 1981.

## Východní pobřeží Asie
| země      | superlehká váha   | pololehká váha      | lehká váha     | polostřední váha | střední váha  | polotěžká váha | těžká váha        | bez rozdílu vah   |
| --------- | ----------------- | ------------------- | -------------- | ---------------- | ------------- | -------------- | ----------------- | ----------------- |
| Japonsko  | Jasuhiko Moriwaki | Kacuhiko Kašiwazaki | Kijoto Kacuki  | Džiro Kase       | Seiki Nose    | Masato Mihara  | Jasuhiro Jamašita | Jasuhiro Jamašita |
| Korea     | Jun Ik-sun        | Hwang Čong-o        | Pak Čong-hak   | Hwang Čin-su     | Hong Song-čon | Ha Hjong-ču    | Čo Jong-čchol     | Ha Hjong-ču       |
| Tchaj-wan | Laj Šu-Šan        | Chuang Paj-Ling     | Čen Siang-Čang | Čen Pin-Lung     | Čang Šou-Čong | –              | –                 | -                 |

## Západní Evropa
| země        | superlehká váha | pololehká váha  | lehká váha         | polostřední váha | střední váha         | polotěžká váha      | těžká váha       | bez rozdílu vah     |
| ----------- | --------------- | --------------- | ------------------ | ---------------- | -------------------- | ------------------- | ---------------- | ------------------- |
| Francie     | Eric Maurel     | Thierry Rey     | Serge Dyot         | Michel Nowak     | Bernard Tchoullouyan | Roger Vachon        | Angelo Parisi    | Angelo Parisi       |
| Británie    | Gavin Bell      | Kerrith Brown   | Chris Bowles       | Neil Adams       | Densign White        | Arthur Mapp         | Marvin McLatchie | Marvin McLatchie    |
| Nizozemsko  | Rob Hoogendijk  | Hans Hoogendijk | Gé van den Elshout | Rik Bakker       | Bert Verhoeven       | Henk Numan          | Peter Adelaar    | Wil Wilhelm         |
| Irsko       | Adrian Lockhart | Kieran Foley    | George Woods       | Patrick Mahon    | Terry Watt           | P. Flaherty         | –                | Terry Watt          |
| Belgie      | –               | –               | Bernard Tambour    | –                | –                    | Robert Van de Walle | Dimitri Marée    | Robert Van de Walle |
| Lucembursko | –               | –               | –                  | Tom Di Stefano   | –                    | Hervé Farinon       | –                | -                   |

## Střední Evropa
| země            | superlehká váha | pololehká váha | lehká váha         | polostřední váha | střední váha       | polotěžká váha      | těžká váha                | bez rozdílu vah     |
| --------------- | --------------- | -------------- | ------------------ | ---------------- | ------------------ | ------------------- | ------------------------- | ------------------- |
| Německo         | Peter Jupke     | –              | Jürgen Fuechtmeyer | Peter Bitterberg | Adalbert Missalla  | Günther Neureuther  | Alexander von der Groeben | Arthur Schnabel     |
| Švýcarsko       | Luc Chanson     | Piero Amstutz  | –                  | Thomas Hagmann   | Urs Brunner        | Gil Krähenbühl      | Jean Zinniker             | Jean Zinniker       |
| Rakousko        | –               | Josef Reiter   | –                  | –                | Peter Seisenbacher | Robert Köstenberger | –                         | Robert Köstenberger |
| Lichtenštejnsko | Horst Schadler  | –              | –                  | –                | Magnus Büchel      | –                   | –                         | -                   |

## Východní blok
| země      | superlehká váha     | pololehká váha     | lehká váha              | polostřední váha    | střední váha          | polotěžká váha     | těžká váha        | bez rozdílu vah       |
| --------- | ------------------- | ------------------ | ----------------------- | ------------------- | --------------------- | ------------------ | ----------------- | --------------------- |
| SSSR      | Michail Morgaljov   | Pjotr Ponomarjov   | Magomed Parčijev        | Aruťun Aruťunjan    | Davit Bodaveli        | Tengiz Chubuluri   | Grigorij Veričev  | Alexej Ťurin          |
| Polsko    | Andrzej Dziemianiuk | Janusz Pawłowski   | Edward Alkśnin          | Andrzej Sadej       | Krzysztof Kurczyna    | Zbigniew Bielawski | Wojciech Reszko   | Wojciech Reszko       |
| Maďarsko  | Tibor Kincses       | Ferenc Kollár      | Sándor Nagysolymosi st. | László Hangyási     | János Gyáni           | Károly Kovács      | András Ozsvár     | András Ozsvár         |
| Bulharsko | –                   | Emil Damjanov      | Iljan Nedkov            | Georgi Petrov       | Dimo Nedelčev         | Juri Mladžov       | Dimitar Zaprjanov | Dimitar Zaprjanov     |
| Kuba      | Rafael Rodríguez    | Ricardo Tuero      | Leonardo Amable         | Juan Lahera         | Isaac Azcuy           | Venancio Gómez     | –                 | Venancio Gómez        |
| NDR       | –                   | Torsten Reißmann   | Karl-Heinz Lehmann      | –                   | Detlef Ultsch         | Ulf Rettig         | Fred Olhorn       | Mathias Schultz       |
| Mongolsko | –                   | Galdangín Džamsran | Cendín Damdin           | Ravdangín Davádalaj | Dambadžavyn Cend–Ajúš | S. Churelbátar     | –                 | Dambadžavyn Cend–Ajúš |
| Rumunsko  | Arpad Szabo         | Constantin Niculae | Simion Toplicean        | Mircea Frăţică      | –                     | –                  | –                 | -                     |
| ČSSR      | Pavel Petřikov st.  | –                  | –                       | Roman Novotný       | –                     | –                  | Vladimír Kocman   | Vladimír Kocman       |

## Jižní Evropa
| země       | superlehká váha | pololehká váha | lehká váha        | polostřední váha | střední váha   | polotěžká váha  | těžká váha       | bez rozdílu vah   |
| ---------- | --------------- | -------------- | ----------------- | ---------------- | -------------- | --------------- | ---------------- | ----------------- |
| Itálie     | Felice Mariani  | Sandro Rosati  | Nicola Fetto      | –                | Mario Vecchi   | –               | Marino Beccacece | Marino Beccacece  |
| Španělsko  | Manuel Jiménez  | Sergio Cardell | José Maria Campos | Ignacio Sanz     | Alfonso García | Ricardo Antonio | Pedro Soler      | Pedro Soler       |
| Jugoslávie | –               | –              | Vojislav Vujević  | Marjan Fabjan    | Slavko Obadov  | Ranko Miranović | –                | Radomir Kovačević |

## Severní Amerika
| země   | superlehká váha | pololehká váha  | lehká váha | polostřední váha | střední váha | polotěžká váha | těžká váha     | bez rozdílu vah |
| ------ | --------------- | --------------- | ---------- | ---------------- | ------------ | -------------- | -------------- | --------------- |
| USA    | Doug Tono       | Jimmy Martin    | Steve Seck | Brett Barron     | Tommy Martin | Miguel Tudela  | Douglas Nelson | Dewey Mitchell  |
| Kanada | Phil Takahashi  | Brad Farrow     | Alain Cyr  | Kevin Doherty    | Gary Hirose  | Joe Meli       | Mark Berger    | Mark Berger     |
| Mexiko | Hugo Vilchis    | Gerardo Padilla | –          | Carlos Huttich   | –            | –              | –              | -               |
| Panama | –               | –               | Cesar Chu  | –                | –            | –              | –              | -               |

## Jižní Amerika
| země      | superlehká váha      | pololehká váha | lehká váha     | polostřední váha | střední váha   | polotěžká váha    | těžká váha   | bez rozdílu vah |
| --------- | -------------------- | -------------- | -------------- | ---------------- | -------------- | ----------------- | ------------ | --------------- |
| Brazílie  | Luiz Shinohara       | Mario Tsutsui  | Clovis Masuda  | Delmo Baptista   | Wálter Carmona | Carlos Pacheco    | Carlos Motta | Luiz Moura      |
| Argentina | –                    | Omar Abdala    | Fernando Soria | Jorge Aguire     | –              | Sergio Komornicki | Julio Drube  | -               |
| Bolívie   | –                    | Édgar Claure   | –              | –                | –              | –                 | –            | -               |
| Ekvádor   | Carlos Aguilera      | –              | –              | –                | –              | –                 | –            | -               |
| Peru      | Luis López           | –              | –              | –                | –              | –                 | –            | -               |
| Uruguay   | Nelson de los Santos | –              | –              | –                | –              | –                 | –            | -               |

## Blízký východ
| země | superlehká váha     | pololehká váha | lehká váha     | polostřední váha | střední váha      | polotěžká váha  | těžká váha | bez rozdílu vah |
| ---- | ------------------- | -------------- | -------------- | ---------------- | ----------------- | --------------- | ---------- | --------------- |
| Kypr | Michalis Skurumunis | Spyros Spyru   | Ioanis Kujalis | –                | Kostas Papakostas | Chris Georghiou | –          | Chris Georghiou |

## Arabský svět
| země           | superlehká váha       | pololehká váha       | lehká váha         | polostřední váha   | střední váha   | polotěžká váha | těžká váha         | bez rozdílu vah    |
| -------------- | --------------------- | -------------------- | ------------------ | ------------------ | -------------- | -------------- | ------------------ | ------------------ |
| Kuvajt         | Mohamed Ibrahim       | Abdul Latif Rozaihan | Ahmad Sacher       | Faríd Izmael       | Nabil Al-Arifi | Tarik Al-Garíb | Chalid Al-Garíb    | Farchan Idris      |
| Saúdská Arábie | Džafar Taha           | Salih Takruny        | Mohamed Hosawi     | Mohamed Al-Hosawi  | Saeed Gdeesi   | Rašid Al-Ali   | Salih Al-Takruni   | Shaker Al-Swtayhi  |
| Egypt          | Mohamed Abd-el-Misbah | Mohamed Subhi        | Nasif Melika       | Walid Abd-el-Halim | –              | –              | Mohamed Alí Rašwan | Mohamed Alí Rašwan |
| Maroko         | Abdul Slimany         | –                    | –                  | Mohamed Mach       | Mohamed Zwag   | –              | Mohamed Bel-Atar   | Mohamed Bel-Atar   |
| Alžírsko       | Ahmed Musa            | Mahmud Abu-Šama      | Džilali Ben-Brahim | Farid Latreš       | –              | –              | –                  | -                  |

## Severní Evropa
| země    | superlehká váha | pololehká váha   | lehká váha           | polostřední váha  | střední váha     | polotěžká váha     | těžká váha        | bez rozdílu vah    |
| ------- | --------------- | ---------------- | -------------------- | ----------------- | ---------------- | ------------------ | ----------------- | ------------------ |
| Island  | –               | –                | Halldór Guðbjörnsson | Níels Hermannsson | Viðar Guðjohnsen | Bjarni Friðriksson | Kolbeinn Gíslason | Bjarni Friðriksson |
| Finsko  | Reino Fagerlund | –                | Antti Hyvärinen      | Seppo Myllylä     | –                | –                  | Juha Salonen      | Juha Salonen       |
| Švédsko | –               | Christer Larsson | Niklas Kristensson   | Per Kjellin       | Michel Grant     | Johan Lopez        | –                 | -                  |
| Norsko  | –               | Arne Henriksen   | –                    | Fridtjof Thoen    | –                | Rune Sundland      | –                 | Rune Sundland      |
| Dánsko  | –               | Rune Johansen    | –                    | Rane Johansen     | Alex Tolstoy     | –                  | –                 | -                  |

## Oceánie
| země        | superlehká váha | pololehká váha | lehká váha    | polostřední váha | střední váha      | polotěžká váha | těžká váha    | bez rozdílu vah |
| ----------- | --------------- | -------------- | ------------- | ---------------- | ----------------- | -------------- | ------------- | --------------- |
| Austrálie   | Stephen Smith   | Stewart Brain  | Michael Young | –                | Andrew Richardson | Mark Carew     | Garry Pinchen | Mark Carew      |
| Nový Zéland | –               | Brent Cooper   | –             | Geoff Watson     | –                 | –              | –             | -               |

## Západní Afrika
| země    | superlehká váha | pololehká váha | lehká váha      | polostřední váha | střední váha     | polotěžká váha | těžká váha | bez rozdílu vah |
| ------- | --------------- | -------------- | --------------- | ---------------- | ---------------- | -------------- | ---------- | --------------- |
| Senegal | Boubacar Sow    | Djibril Sambou | Niokhor Diongue | Karim Badiane    | Ankiling Diabone | Ismaila Ndoye  | –          | Ismaila Ndoye   |